# Much Wenlock
Much Wenlock, anteriormente conhecida simplesmente como "Wenlock" ("White Place") em Celta ("Gwyn-time"), é uma pequena cidade central em Shropshire, na Inglaterra. Está situada na estrada A458 entre Shrewsbury e Bridgnorth. Perto dali, a nordeste, é o desfiladeiro Ironbridge. A população da freguesia da cidade, de acordo com o censo de 2001, é 2.605 habitantes.
O "Much" foi acrescentada ao nome para distingui-lo a partir da próxima Little Wenlock.
As ruínas da propriedade conhecida como "The Priory of Wenlock" pertencem atualmente a 4ª Condessa de Melo. Sendo esta mencionada no livro "The Parish Registers of England" de J. Charles Cox em 1910.